# Liste der Bodendenkmale in Roßleben-Wiehe
In der Liste der Bodendenkmale in Roßleben-Wiehe sind alle Bodendenkmale der Landgemeinde Roßleben-Wiehe und ihrer Ortsteile aufgelistet. Grundlage ist die Auflistung von Erhard Schröter aus dem Jahr 1986 und die Datenbank herausragender archäologischer Denkmale des Thüringisches Landesamtes für Denkmalpflege und Archäologie. Die Baudenkmale sind in der Liste der Kulturdenkmale in Roßleben-Wiehe aufgeführt.
| Denkmal-ID | Fundart    | Ortsteil   | Bezeichnung                      | Zeitstellung         | Lage                       | Bemerkungen                                       | Bild |
| ---------- | ---------- | ---------- | -------------------------------- | -------------------- | -------------------------- | ------------------------------------------------- | ---- |
| ?          | Grabhügel  | Bottendorf | Hügelgräber „Bottendorfer Berge“ | Neolithikum          | 1 km nordwestlich des Orts | Gruppe von 12 Grabhügeln der Schnurkeramik-Kultur |      |
| ?          | Steinkreuz | Donndorf   | Steinkreuz                       | Mittelalter, Neuzeit | Wiehesche Straße, im Ort   |                                                   |      |